# Cynthia Stevenson
Cynthia Stevenson est une actrice américaine, née le 2 août 1962 à Piedmont, en Californie (États-Unis).

## Filmographie

### Télévision

#### Séries télévisées
- 1986 : Off the Wall : Différents rôles (épisode du 7 décembre 1986)
- 1987 : Max Headroom : La femme astrologue à la télévision (saison 1, épisode 6)
- 1989 : Newhart : Nancy (saison 7, épisode 9)
- 1989 : Cheers : Doris (2 épisodes)
- 1990 : Booker : Penny (saison 1, épisode 13)
- 1990 : La Maison en folie (Empty Nest) : Amy (saison 2, épisode 16)
- 1990 : The Famous Teddy Z (en) : Ann Policy (saison 1, épisode 17)
- 1990 : My Talk Show (en) : Jennifer Bass (59 épisodes)
- 1991 : Major Dad : Anita (saison 2, épisode 13)
- 1992-1993 : Bob (en) : Trisha McKay
- 1993 : The Hidden Room (en) : Helen (saison 2, épisode 15)
- 1994 : Dream On : Abby Kaplow (saison 5, épisode 10)
- 1995-1996 : Hope & Gloria (en) : Hope Davidson (35 épisodes)
- 1998 : De la Terre à la Lune (From the Earth to the Moon) : Jane Conrad (saison 1, épisode 11)
- 1998 : Ally McBeal : Hayley Chisolm (saison 1, épisode 22)
- 1998-2000 : Oh Baby (en) : Tracy Calloway (44 épisodes)
- 2002 : Les Rois du Texas (King of the Hill) : voix de Sœur Mary Catherine/Claire (saison 6, épisode 12)
- 2003-2004 : Dead Like Me : Joy Lass (28 épisodes)
- 2003-2007 : According to Jim : Cindy Devlin (4 épisodes)
- 2005 : Six pieds sous terre (Six Feet Under) : Joy Solomon (saison 5, épisode 7)
- 2006 : The L Word : Roberta Collie (3 épisodes)
- 2006 : Monk : Dianne Brooks (saison 5, épisode 6)
- 2006-2008 : Men in Trees : Leçons de séduction : Celia Bachelor (27 épisodes)
- 2009 : Surviving Suburbia : Anne Patterson (13 épisodes)
- 2010 : Grey's Anatomy : Ruthie Carlin (saison 6, épisode 11)
- 2010 : Life Unexpected : Laverne Cassidy (5 épisodes)
- 2011 : Off the Map : Urgences au bout du monde : Charlene (saison 1, épisode 12)
- 2011 : Chaos : Violet Green (saison 1, épisode 9)
- 2011 : Private Practice : Karen (saison 5, épisode 5)
- 2012 : The Soul Man : Carolyn (saison 1, épisode 9)
- 2013 : Little Horribles : La mère (2 épisodes)
- 2013 : Scandal : Mary Nesbit (saison 3, épisode 3)
- 2014 : Kingdom : Marilyn Wheeler (saison 1, épisode 6)
- 2014 : Sleepy Hollow : Gina Lambert, l'infirmière (saison 2, épisode 9)
- 2015 : Your Family or Mine (en) : Jan (5 épisodes)
- 2015 : Tim & Eric's Bedtime Stories : La mère de Matt (saison 1, épisode 9)
- 2016 : Loosely Exactly Nicole (en) : Sandy (saison 1, épisode 8)
- 2017 : Famous in Love : La mère de Paige (saison 1, épisode 2)
- 2018 : Supergirl : Mme Queller (saison 3, épisode 18)
- 2018-2020 : Murder : Pam Walsh (5 épisodes)
- 2021 : Good Doctor : La Sénatrice Marian Clark (saison 4, épisode 17)

#### Téléfilms
- 1988 : Le Retour du père (A Father’s Homecoming) : Toni
- 1989 : Married to the Mob : Marie Bondo
- 1989 : Double Your Pleasure
- 2006 : A Little Thing Called Murder : Beverly Bates
- 2006 : You've Reached the Elliotts : Tracy Elliott
- 2008 : Ma famille en cadeau (Will You Merry Me) : Marilyn Kringle
- 2014 : Killing Daddy (it) : Emma Granger

### Cinéma

#### Longs-métrages
- 1992 : The Player : Bonnie Sherow
- 1993 : Watch It (en) : Ellen
- 1995 : Oublions Paris (Forget Paris) : Liz
- 1995 : Live Nude Girls : Marcy
- 1995 : Week-end en famille (Home for the Hiolidays) : Joanne Wedman
- 1998 : Happiness : Trish Maplewood
- 1998 : Air Bud 2 (Air Bud: Golden Receiver) : Jackie Framm
- 2001 : Air Bud 4 : Un chien du tonnerre (Air Bud: Seventh Inning Fetch) : Jackie Framm
- 2003 : Air Bud superstar (Air Bud: Spikes Back) : Jackie Framm
- 2003 : Cody Banks, agent secret (Agent Cody Banks) : Mme Banks
- 2004 : Cody Banks, agent secret 2 : Destination Londres (Agent Cody Banks: Destination London) : Mme Banks
- 2005 : Neverwas : Sally
- 2006 : Cinq Toutous prêts à tout (Air Buddies) : Jackie Framm
- 2007 : Tellement menteur (Full of It) : Mme Leonard
- 2008 : Les Copains des neiges (Snow Buddies) : Jackie Framm
- 2009 : Dead like Me: Life After Death : Joy Lass
- 2009 : Reunion : Emily
- 2009 : I Love You, Beth Cooper : Mme C.
- 2009 : Le Cas 39 (Case 39) : Nancy
- 2009 : Jennifer's Body : Mme Dove
- 2012 : Tiger Eyes (en) : Bitsy Kronick
- 2018 : Baja (en) : Josey Johnson

#### Courts-métrages
- 1990 : To the Moon, Alice : La fille guillerette
- 2013 : Little Horribles